# Daschner-Prozess

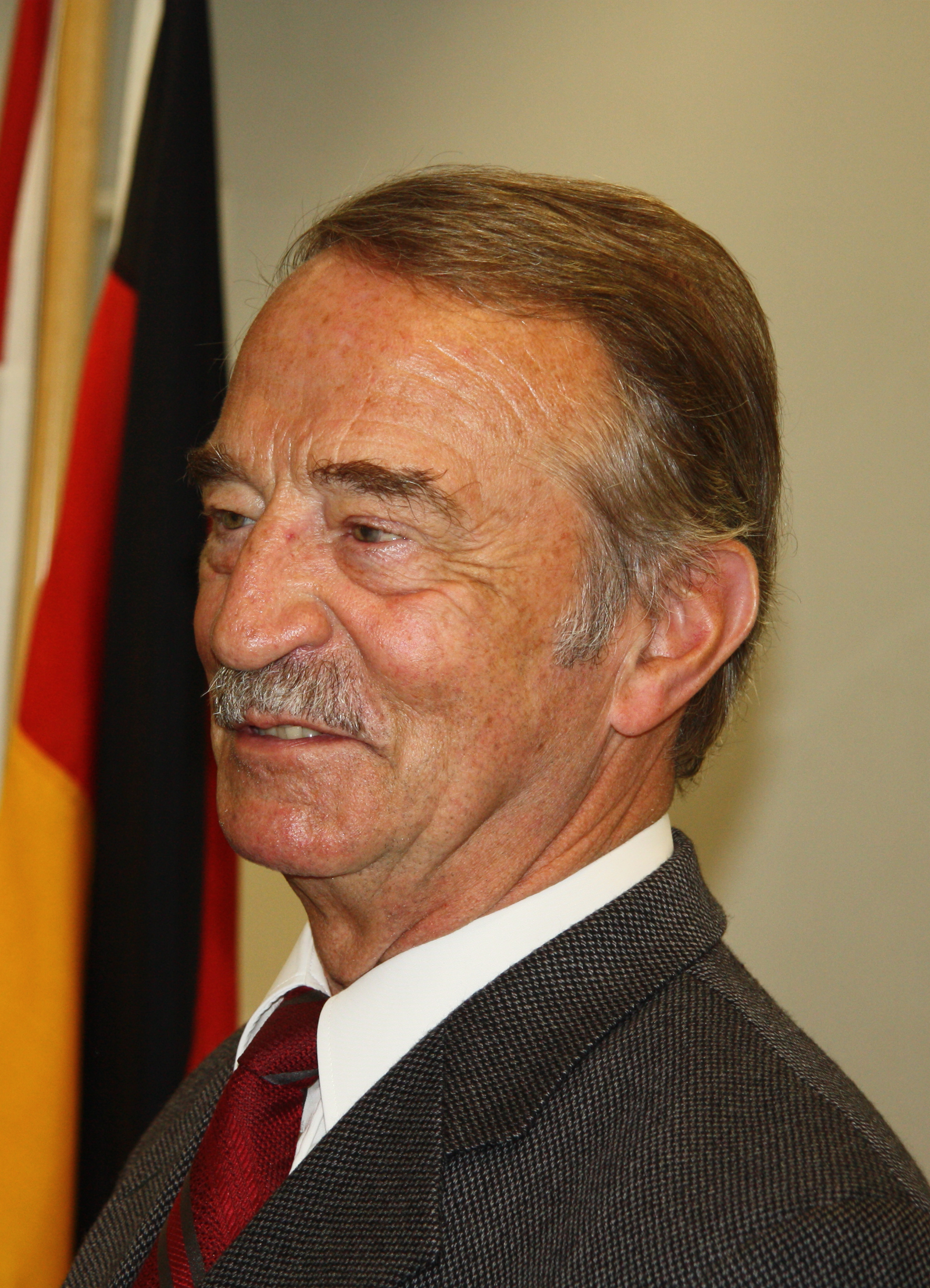
Wolfgang Daschner (2011)

Unter dem Namen Daschner-Prozess ist ein Strafprozess vor der 27. Großen Strafkammer des Landgerichts Frankfurt am Main bekannt geworden, der gegen den ehemaligen stellvertretenden Frankfurter Polizeipräsidenten Wolfgang Daschner wegen des Verdachts auf Verleitung eines Untergebenen zu einer Straftat sowie gegen den mitangeklagten Kriminalhauptkommissar Ortwin Ennigkeit wegen des Verdachts auf Nötigung im Amt geführt wurde. Das Verfahren endete am 20. Dezember 2004 mit einem Schuldspruch gegen die beiden Angeklagten. Das Gericht verwarnte beide und setzte eine Geldstrafe von 90 Tagessätzen zu je 120 Euro (insgesamt 10.800 Euro) gegen Daschner und eine von 60 Tagessätzen zu je 60 Euro (insgesamt 3.600 Euro) gegen Ennigkeit unter Vorbehalt mit einer Bewährungszeit von einem Jahr fest. Sowohl Staatsanwaltschaft als auch Verteidigung verzichteten auf Rechtsmittel gegen das Urteil, sodass es nach Verkündung rechtskräftig wurde.
Der Fall Daschner hat in der deutschen Öffentlichkeit zu Diskussionen über die Zulässigkeit von Gewaltandrohung und -anwendung zur Aussageerzwingung bei bestimmten Dilemmata (die sogenannte Rettungsfolter) geführt.

## Tathergang
Gegenstand des Strafprozesses war das Verhalten Daschners 2002 in seiner Funktion als stellvertretender Frankfurter Polizeipräsident im Entführungsfall Jakob von Metzler. Im Zuge der polizeilichen Ermittlungen kam es zur Festnahme des Entführers Magnus Gäfgen. Dieser gestand zwar die Entführung, war aber nicht bereit, den Ort anzugeben, an dem er das Entführungsopfer Jakob von Metzler festhielt.
Daschner entschloss sich, dem Entführer durch den ihm untergebenen Kriminalhauptkommissar Ennigkeit die Anwendung unmittelbaren Zwanges anzudrohen, und versuchte sich anschließend damit zu rechtfertigten, er habe um das Leben des Opfers gefürchtet. Er gab an, Ennigkeit angewiesen zu haben, an Gäfgens Gewissen zu appellieren und im Fall der Weigerung darauf hinzuweisen, dass er mit Anwendung unmittelbaren Zwangs rechnen müsse.
Nach Aussagen von Magnus Gäfgen habe der Beamte mit „Schmerzen, wie er sie noch nie erlebt habe“ gedroht. Ein polizeilicher „Spezialist“ für derartige Maßnahmen sei bereits mit dem Hubschrauber unterwegs zu Gäfgen, um die Drohung wahrzumachen. Außerdem behauptete Gäfgen, ihm sei angedroht worden, dass zwei „große, fette Neger“ in seine Zelle gesperrt würden, die an ihm sexuelles Interesse hätten.
Die Aussagen des Beamten Ennigkeit waren anderslautend. Demnach habe es keine Drohungen mit „großen Negern“ oder einem Folterspezialisten gegeben. Er habe lediglich an das Gewissen des Entführers appelliert und ihm verdeutlicht, dass das Gesicht und die Augen des Jungen immer in des Entführers Gedanken bleiben werden, wenn der Junge sterbe. Außerdem sagte er ihm „von der Behördenleitung/Einsatzführung ist angedacht und wird vorbereitet, ihm unter Zufügung von Schmerzen (Anwendung unmittelbaren Zwanges) oder durch Beibringen eines Wahrheitsserums dazu zu bringen, Einzelheiten zu nennen, um das Leben des Kindes zu retten“. Ebenfalls bestritt der Beamte, Gäfgen berührt zu haben.
Unter dem Eindruck der Drohung machte Gäfgen die erwünschten Angaben zum Aufenthaltsort des Entführungsopfers. Die unverzüglich angeordnete polizeiliche Befreiungsaktion führte jedoch nicht zum Erfolg, da das Opfer nur noch tot aufgefunden werden konnte, was Gäfgen vorher wusste. Daschner, der sich der rechtsstaatlichen Fragwürdigkeit seines Vorgehens völlig bewusst war, fertigte selbst einen Aktenvermerk über sein eigenes Vorgehen an, der letztlich den Anstoß zur Eröffnung des gegen ihn gerichteten Strafverfahrens lieferte.

## Chronologie von Metzler-Entführung und Daschner-Prozess
- 27. September 2002: Der deutsche Jura-Student Magnus Gäfgen entführt den elfjährigen Bankierssohn Jakob von Metzler auf dem Schulweg. Anschließend erstickt er den Jungen und versteckt die Leiche.
- 29. September 2002: Gäfgen erhält ein Lösegeld von einer Million Euro. Die Polizei beobachtet die Geldübergabe und überwacht Gäfgen fortan, um so den Aufenthaltsort Metzlers zu erfahren.
- 30. September 2002: Da Gäfgen keine Versuche unternimmt, seine Geisel aufzusuchen, und stattdessen eine Reise bucht, wird er festgenommen.
- 1. Oktober 2002: Gäfgen versucht, die Polizei durch Schutzbehauptungen irrezuführen. Daraufhin lässt Polizeivizepräsident Daschner ihm Schmerzen androhen, woraufhin Gäfgen das Versteck des toten Kindes preisgibt. Daschner erstellt einen schriftlichen Aktenvermerk und setzt die Staatsanwaltschaft über sein Vorgehen in Kenntnis.
- 27. Januar 2003: Die Staatsanwaltschaft beginnt mit den Ermittlungen gegen Daschner wegen des Verdachts auf Aussageerpressung. Daschner wird von seinen polizeilichen Aufgaben entbunden und bis auf weiteres im hessischen Innenministerium eingesetzt.
- 28. Juli 2003: Gäfgen wird wegen Mordes in Tateinheit mit erpresserischem Menschenraub mit Todesfolge und wegen falscher Verdächtigung in Tateinheit mit Freiheitsberaubung in zwei Fällen zu einer lebenslangen Freiheitsstrafe verurteilt. Die besondere Schwere der Schuld wird festgestellt.[4]
- 18. November 2004: Beginn der Hauptverhandlung gegen Daschner vor dem Landgericht Frankfurt am Main.
- 9. Dezember 2004: Die Staatsanwaltschaft fordert eine Geldstrafe gegen Daschner.
- 16. Dezember 2004: Die Verteidigung plädiert auf Freispruch.
- 20. Dezember 2004: Verwarnung mit Strafvorbehalt durch das Landgericht für Daschner.

## Plädoyers von Staatsanwaltschaft und Verteidigung
Die Staatsanwaltschaft forderte eine Verurteilung des beteiligten Kriminalhauptkommissars Ennigkeit wegen Nötigung im Amt, also wegen Nötigung in einem besonders schweren Fall gemäß damaligem § 240 Abs. 4 Nr. 3 StGB (entspricht heute: Nr. 2). Eine Aussageerpressung gemäß § 343 StGB wurde dagegen nicht in Betracht gezogen, da die abgenötigte Erklärung nur präventiv-polizeilichen Zwecken dienen sollte. Für Daschner wurde eine Bestrafung wegen der Verleitung eines Untergebenen (Ennigkeit) zur Nötigung (§ 357 Abs. 1 StGB) gefordert. Dieser Vorwurf eines schwerwiegenden Verstoßes gegen die in der deutschen Rechtsordnung garantierten Rechte auch des Angeklagten und insbesondere gegen den aus Art. 1 GG herzuleitenden unbedingten Schutz der Menschenwürde jedes Bürgers wiege umso schwerer, als es sich bei Daschner um einen hochgestellten Repräsentanten des Staates in führender Position mit entsprechender Vorbildfunktion handele.
Die Verteidigung vertrat demgegenüber die Ansicht, Daschner habe sich in einem schwerwiegenden und beispiellosen Dilemma befunden, in dem er zwischen der Menschenwürde des entführten Kindes und der des Entführers habe abwägen müssen. Hierbei habe er sich nach Ausschöpfung aller ermittlungstechnischen Möglichkeiten letztlich zugunsten des Entführungsopfers entschieden. Von einer gegenteiligen Entscheidung wäre zudem zu befürchten gewesen, dass der Staat sich durch eine Schonung des Täters zum „Mordgehilfen“ gemacht und somit seine eigene Glaubwürdigkeit aufs Spiel gesetzt hätte. Vielmehr habe Daschner unter Bezugnahme auf die aus § 32 StGB herzuleitende Nothilfe (Notwehrmaßnahmen zugunsten eines Dritten) die üblichen Grenzen des Ermittlungsverfahrens überschreiten dürfen und müssen, um Schaden von dem Tatopfer abzuwenden. Zumindest aber sei eine schuldausschließende Pflichtenkollision anzunehmen.

## Urteil und Urteilsbegründung
Die Strafkammer kam zu dem Urteil, die von Daschner angeordnete Androhung von Schmerzen mit dem Ziel, eine Aussage zu erzwingen, habe im hessischen Polizeirecht keine Grundlage und sei rechtswidrig. Auch der von der Verteidigung in Anspruch genommene Aspekt der Nothilfe sei zu verwerfen, da in deren Verfolgung die Verletzung der Menschenwürde des Täters in Kauf genommen worden sei. Eine Verletzung des fundamentalsten Menschenrechts überhaupt sei jedoch durch nichts zu rechtfertigen; dies komme einem Tabubruch gleich, der – nicht zuletzt mit Blick auf die deutsche Geschichte während des Nationalsozialismus – nicht toleriert werden dürfe. Zudem seien auch entgegen der Darstellung der Verteidigung die herkömmlichen Ermittlungsmaßnahmen nicht ausgeschöpft gewesen, da z. B. die Konfrontation des Täters mit der Schwester des Opfers zwar erwogen, dann aber wieder verworfen worden sei. Die von der Verteidigung als Rechtfertigung behauptete „Singularität“ des Falles sei ebenfalls nicht gegeben. Das Gericht erinnerte in diesem Zusammenhang an die Herausforderung des deutschen Rechtsstaates durch den RAF-Terrorismus in den 1970er Jahren und betonte, wenn es damals den Schleyer-Entführern nicht gelungen sei, den Staat aus den Angeln zu heben, so dürfe dies heute auch einem Entführer und Kindesmörder nicht gelingen.
Als strafmildernd hielt das Gericht Daschner zugute, dass er sich als leitender Ermittler unbestrittenermaßen in einer nahezu ausweglosen Situation befunden habe. Seiner Entscheidung, zum Wohle des Tatopfers die Grenzen des rechtlich Zulässigen zu überschreiten, liege eine „ehrenwerte, verantwortungsbewusste Gesinnung des Angeklagten“ zu Grunde. Auch der Umstand, dass Daschner selbst mit dem von ihm erstellten Aktenvermerk die erst drei Wochen später begonnene strafrechtliche Aufarbeitung des Vorfalls wesentlich erleichtert, wenn nicht sogar überhaupt erst ermöglicht habe, spreche zu seinen Gunsten.
Das Gericht stellte neben dem Schuldspruch fest, dass eine Geldstrafe von 90 Tagessätzen zu je 120 Euro (insgesamt 10.800 Euro) gegen Daschner und eine von 60 Tagessätzen zu je 60 Euro (insgesamt 3.600 Euro) gegen Ennigkeit tat- und schuldangemessen sei, verwarnte beide und behielt im Sinne einer Verwarnung mit Strafvorbehalt nach § 59 StGB die Verurteilung zu den genannten Geldstrafen vor, wobei eine Bewährungszeit von einem Jahr festgesetzt wurde. Damit bewegte sich das Gericht nach einhelliger Meinung an der absolut untersten Grenze einer strafrechtlichen Reaktion, da das Gesetz in derartigen Fällen grundsätzlich Freiheitsstrafen zwischen sechs Monaten und fünf Jahren vorsieht. Allerdings sah das Gericht in diesem Fall trotz Vorliegens des Regelbeispiels des § 240 Abs. 4 Nr. 3 StGB (entspricht heute: Nr. 2) „massiv mildernde Umstände, die der Anwendung des erhöhten Strafrahmens […] entgegenstehen und ihn als unangemessen erscheinen lassen“.
Die Verwarnung mit Strafvorbehalt ist ein Reaktionsmittel eigener Art. Sie setzt einen Schuldspruch voraus, stellt aber zunächst (und bei Bewährung endgültig) nicht die Verhängung der vorbehaltenen Strafe dar. Aufgrund Fristablaufs wurde der Vorbehalt gegenstandslos.

## Diskussion
Kritiker Daschners sehen in seinem Verhalten einen unentschuldbaren Verstoß gegen die Rechtsordnung, die er in ihren fundamentalen Grundprinzipien bedroht habe. Der liberale Rechtsstaat sei gerade auch durch die Grenzen definiert, die er sich selbst setzen müsse, um die bürgerlichen Freiheitsrechte nicht zu gefährden. Eine extreme Lage wie die im Entführungsfall Metzler zeige in aller Tragik, dass diese Freiheitsrechte mitunter einen Preis hätten, der jedoch bezahlt werden müsse. Denn anderenfalls öffne man einem Polizeistaat das Feld, der sich nur noch nach eigenem Ermessen an den rechtsstaatlichen Rahmen halte. Dabei sei bereits die bloße Androhung von Folter als folterhafte Psychotechnik zu werten.
An der Gleichstellung des in Rede stehenden Zweckes der Gefahrenabwehr mit dem der Strafverfolgung entzündete sich die Debatte ebenfalls. Zumindest im Rahmen der Beschuldigtenvernehmung ist es bereits verboten, den Beschuldigten zu belügen (zum Beispiel: „Ihr Komplize hat bereits alles gestanden.“). Ferner muss dem Beschuldigten gegenüber vor Beginn der Befragung erklärt werden, warum man ihn vernimmt; unzulässig ist daher also auch die Frage: „Sie wissen, warum wir hier sind?“

Grund für diese Vorgehensweise ist der nemo-tenetur-Grundsatz, der besagt, dass niemand aktiv an seiner Überführung mitwirken muss (lat.: nemo tenetur se ipsum accusare). Folge dessen ist, dass Schweigen des Beschuldigten vom Richter niemals zu dessen Ungunsten ausgelegt werden darf.
Folter bzw. deren Androhung ist nach lange weitgehend unbestrittener Grundrechtsdogmatik durch Artikel 1 Grundgesetz ausnahmslos und ohne Notwendigkeit einer praktischen Konkordanz mit Belangen des Opferschutzes verboten, da es die Menschenwürde nicht gestatte, ihn zum bloßen Objekt staatlichen Handelns zu degradieren, was sowohl im Falle der Folter als auch im Falle von deren Androhung geschehe.
Demgegenüber vertreten die Befürworter von Daschners Vorgehen die Auffassung, der Staat dürfe sich nicht durch mangelnde Kooperationsbereitschaft von Verbrechern in eine Lage bringen lassen, in der er den Schutz seiner Bürger nicht mehr gewährleisten könne. Dabei gehe es mitnichten darum, die Folter als „normale Ermittlungsmaßnahme“ einzuführen, sondern vielmehr darum, dem Staat für die Verbrechensbekämpfung eine ultimative Waffe an die Hand zu geben, die in Extremsituationen zum Wohle der Bürger eingesetzt werden könne. Ferner wird darauf verwiesen, dass die Polizei unter bestimmten Umständen sogar berechtigt sei, mit der Schusswaffe gegen Straftäter vorzugehen, was zu sogar noch schwereren Folgen für Leben und Gesundheit führen könne als eine unter ärztlicher Aufsicht angewendete Folter. Außerdem wurde gegen die Kritik an Daschner unter anderem eingewendet, dass die bloße Androhung der Folter nicht verwerflicher sei als manch andere Drohung auch. Ein Verbot der Folterandrohung gehe weder aus der UN-Antifolterkonvention noch aus der EMRK hervor. Auf eine weniger strikte Auslegung des Folterverbots im Kontext der Lebensrettung seitens des Europäischen Gerichtshofs für Menschenrechte verwies der Staats- und Völkerrechtslehrer Matthias Herdegen (Universität Bonn). Auch die juristische Herleitung des in solchen Fällen befürworteten Ausschlusses des Jedermannsrechts der Nothilfe in Bezug auf Amtsträger ist in der Diskussion umstritten.
Eine dritte Gruppe, die ebenfalls zu den Befürwortern von Daschners Vorgehen zählt, verneint zwar das Recht des Staates auf Folter, nicht jedoch das Recht jedes Einzelnen, in Ausnahmesituationen sein Gewissen über das Gesetz zu stellen: „Niemand kann vom Gesetz dazu gezwungen werden, gegen sein Gewissen zu handeln!“ Kritiker dieser Ansicht verweisen unter anderem darauf, dass entsprechend handelnde Personen für den Polizeidienst ungeeignet und jedenfalls zu bestrafen seien.
Grundsätzlich ist zu beachten, dass die Frage, ob Daschner sich – als Einzelperson – durch sein Verhalten strafbar gemacht hat, völlig losgelöst davon betrachtet werden muss, ob Gäfgens „Geständnis“, das auf dem Verhalten Daschners beruht, durch den Staat im Strafverfahren gegen Gäfgen verwendet werden durfte. Es ist durchaus möglich, die Verwendbarkeit des Geständnisses abzulehnen und Daschner gleichwohl angesichts der ihm unterlaufenen Fehleinschätzung, dass Metzler wohl noch lebe, einen Erlaubnistatbestandsirrtum zuzubilligen. Diese Problematik bleibt weiterhin ungeklärt; eine höchstrichterliche Entscheidung des Falles hätte die Rechtssicherheit erhöhen können.

## Abschluss
Beamtenrechtlich hatte die Verurteilung keine Folgen für Daschner. Nach § 24 Beamtenstatusgesetz erlischt das Beamtenverhältnis, wenn der Beamte im ordentlichen Strafverfahren durch das rechtskräftige Urteil eines deutschen Gerichts wegen einer vorsätzlichen Tat zu einer Freiheitsstrafe von mindestens einem Jahr verurteilt worden ist. Verurteilungen zu Geldstrafen haben keine Auswirkungen auf das Beamtenverhältnis, jedoch kann eine solche Verurteilung in einem Disziplinarverfahren gewürdigt werden.
Am 19. April 2005 stellte der hessische Innenminister Volker Bouffier das gegen Daschner eingeleitete Disziplinarverfahren ein, ohne disziplinarische Maßnahmen gegen ihn zu verhängen. Daschner wurde von Frankfurt nach Wiesbaden versetzt, befördert und übernahm dort die Leitung des Präsidiums für Technik, Logistik und Verwaltung der hessischen Polizei. Er wurde am 1. Mai 2008 wegen Erreichens der gesetzlich vorgeschriebenen Altersgrenze in den Ruhestand versetzt.
Im Juli 2005 legte der verurteilte Magnus Gäfgen beim Europäischen Gerichtshof für Menschenrechte (EGMR) Beschwerde gegen die Bundesrepublik Deutschland ein. Gegenstand der Beschwerde ist die auf Anordnung von Wolfgang Daschner ausgesprochene Folterandrohung, die der Beschwerdeführer als „die massivste in der Nachkriegsgeschichte Deutschlands bekannt und beweisbar gewordene Verletzung der Menschenrechte und des Folterverbots“ einstuft. Ziel der Beschwerde war eine Wiederaufnahme des Verfahrens gegen Gäfgen, da das Gericht nach Meinung Gäfgens die Behinderung der zunächst geplanten Verteidigungsstrategie unzureichend berücksichtigt hatte.
Der EGMR wies am 30. Juni 2008 die Beschwerde Gäfgens zurück. Er bestätigte zwar ausdrücklich, dass Gäfgens Rechte nach Art. 3 der Europäischen Menschenrechtskonvention (Verbot der Folter und unmenschlicher oder erniedrigender Behandlung) verletzt worden waren – auch wenn die Folterdrohung gegen ihn nicht Folter, sondern „nur“ eine unmenschliche Behandlung war. Des Weiteren betonte er auch, dass jede Behandlung unter Verstoß gegen Art. 3 EMRK – auch zur Rettung von Leben eines einzelnen Menschen oder im Falle eines Notstands für den gesamten Staat – unzulässig ist, womit eine „Rettungsfolter“ als gültiges Mittel der Verbrechensaufklärung weiterhin ausgeschlossen ist. Er erklärte aber, dass Gäfgen auf Grund der ausdrücklichen Anerkennung der Verletzung seiner Menschenrechte durch die deutschen Gerichte und der Verurteilung von Daschner und des zweiten Polizisten „ausreichend Genugtuung“ geleistet worden sei. Gäfgen konnte daher nicht mehr behaupten, Opfer einer Verletzung zu sein, und nicht weiter hoffen, so eine Wiederaufnahme seines Verfahrens zu erwirken. Gegen diese Entscheidung beantragte Gäfgen die Verweisung an die Große Kammer des EGMR. Diese entschied am 1. Juni 2010. Im Gegensatz zur Vorinstanz sah sie die Gäfgen durch die deutschen Gerichte gewährte Genugtuung nicht als ausreichend an. Der Gerichtshof kritisierte unter anderem die Strafen gegen Daschner und Ennigkeit, welche trotz mildernder Umstände nicht als angemessene Reaktion auf eine Verletzung des Art. 3 EMRK angesehen werden könnten und im Angesicht des Verstoßes gegen eines der Kernrechte der Konvention offensichtlich unverhältnismäßig wären. Die ausgesprochenen Strafen hätten nicht die notwendige abschreckende Wirkung, um weitere Verstöße gegen das Verbot von Misshandlungen in Zukunft in schwierigen Situationen zu verhindern. Gäfgen könne daher weiterhin geltend machen, das Opfer eines Verstoßes gegen Art. 3 EMRK zu sein.
Mit Urteil vom 10. Oktober 2012 entschied das Oberlandesgericht (OLG) Frankfurt – zehn Jahre nach Gäfgens Mord an dem Bankierssohn Jakob von Metzler – in zweiter Instanz, dass das Land Hessen Magnus Gäfgen wegen der Folterdrohung im Polizeiverhör eine Entschädigung von 3.000 Euro zahlen muss. Es wies damit die Berufung des Landes Hessen gegen ein früheres Urteil des Landgerichtes zurück. Das Landgericht hatte sich in seinem Urteil unter anderem auf die Vorgaben des EGMR von 2010 im Fall Gäfgen gestützt.

## Verfilmung
- 2012: Der Fall Jakob von Metzler